# Kingsleya junki
Kingsleya junki is een krabbensoort uit de familie van de Pseudothelphusidae. De wetenschappelijke naam van de soort is voor het eerst geldig gepubliceerd in 2003 door Malgahães.